# Mariano Rumor
Mariano Rumor (Vicenza, 16. lipnja 1915. — Rim, 22. siječnja 1990.) bio je talijanski političar i premijer Italije od 1968. do 1970. kao i od 1973. do 1974.
Od 1946. bio je član ustavotvorne skupštine; a od 1979. član zastupničkog doma (Camera dei deputati). Prvi mandat u vladi preuzima 1959. kao ministar unutarnjih poslova, a 1963. je tu dužnost još jednom kratko obnašao, kao i u periodu između 1972. i 1973. godine. Pored toga bio je i predsjedavajući stranke Kršćanska Demokracija od 1964. do 1969. godine.
U vladi Alda Mora od 1974. do 1976. bio je ministar vanjskih poslova Italije i predsjednik vijeća europske zajednice u drugoj polovini 1975. godine. Rumor je bio i predsjedavajući Međunarodne unije demokršćana. Član talijanskog senata postaje 1979. kao i član Europskog parlamenta.

## Vanjske poveznice
- Životopis na stranicama talijanskog senata
- Kratak životopis na Encyclopædia Britannica (engl.)